# Fra Angelico

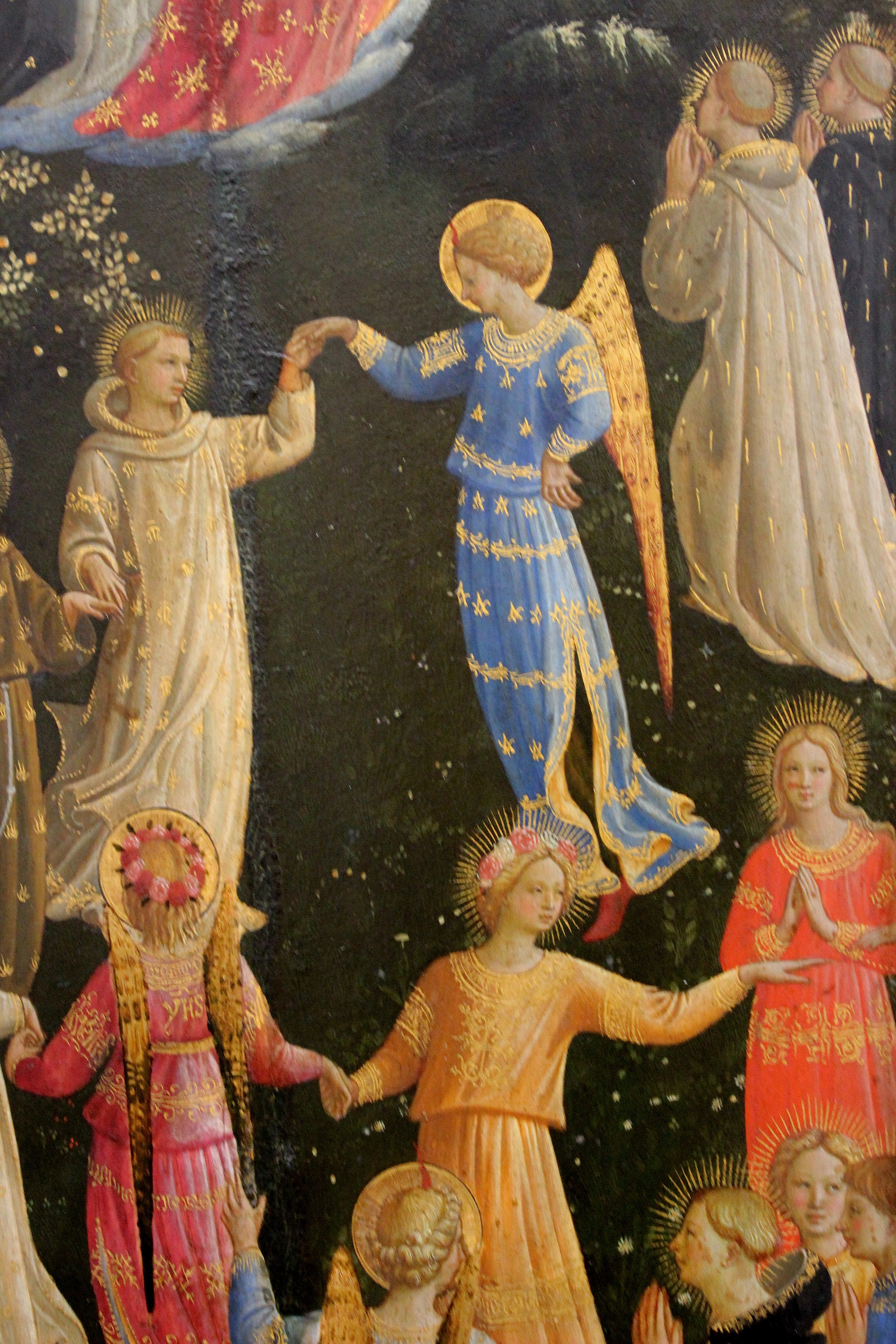
Reigen der Engel und Seligen aus dem Jüngsten Gericht, Gemäldegalerie, Berlin

Fra Angelico oder Beato Angelico (* wahrscheinlich zwischen etwa 1395 und 1399 in Vicchio di Mugello bei Florenz; † 18. Februar 1455 in Rom) – geboren als Guido di Pietro – war ein Maler der italienischen Frührenaissance. Papst Johannes Paul II. sprach ihn am 3. Oktober 1982 selig. Er ist der Schutzpatron der christlichen Künstler.

## Name

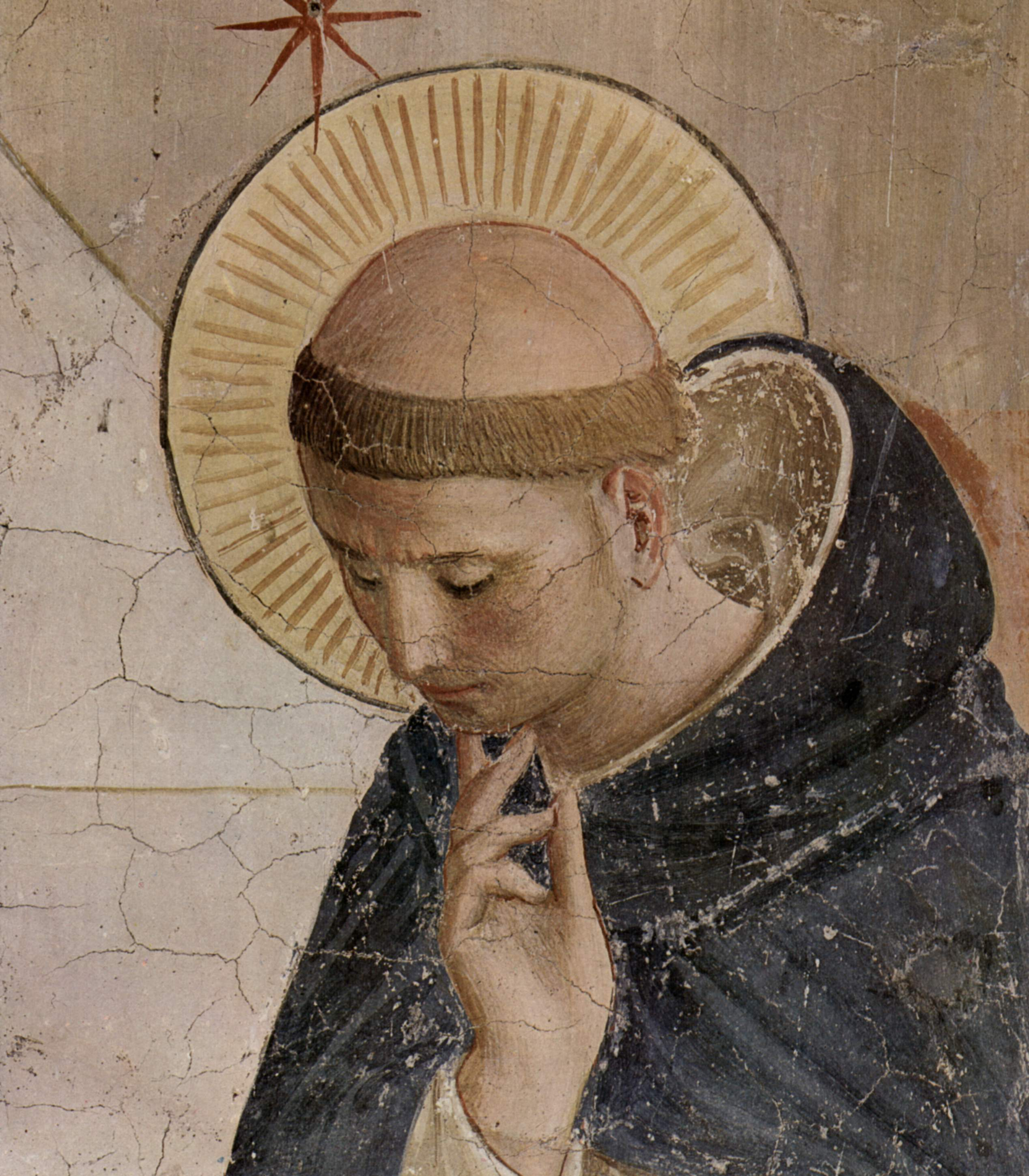
Der heilige Dominikus, Detail aus dem Fresko Verspottung Christi in einer Zelle im Konvent San Marco, Florenz

Sein eigentlicher Name lautete Guido di Pietro, sein Ordensname war Fra Giovanni. Die Zeitgenossen kannten ihn als Fra Giovanni da Fiesole (Bruder Johannes aus Fiesole). Fiesole wird manchmal fälschlich als Teil seines Namens interpretiert. Es ist tatsächlich der Name der Stadt, in der er seine Profess ablegte. Dieser Zusatz wurde benutzt, um ihn von anderen Ordensbrüdern unterscheiden zu können, die auch Giovanni genannt wurden.
Er ist auch als Beato Angelico (etwa: „der engelsgleiche Selige“), bekannt, denn schon zu Lebzeiten oder kurz darauf wurde er Il Beato („der Selige“) genannt, was sich auf seine Art der Darstellung christlicher Ikonographie bezieht.
Giorgio Vasari bezeichnet ihn in Le Vite de’ più eccellenti pittori scultori ed architettori (vor 1555) als Fra Giovanni Angelico und spricht von seinem „raren und ausgezeichneten Talent“.
Im Martyrologium Romanum wird er als Beatus Ioannes Faesulanus, cognomento Angelicus („seliger Giovanni von Fiesole, genannt Angelico“) bezeichnet.

## Leben
Fra Angelico wurde als Guido oder Guidolino di Pietro in Vicchio im Mugello, in der Toskana nahe Fiesole, geboren. Seine elterliche Abstammung ist nicht überliefert. Vasari gab als Geburtsjahr 1387 an, jedoch ist seit 1955 bekannt, dass diese Angabe falsch ist. Mittlerweile geht man davon aus, dass er etwa Mitte bis Ende der 1390er Jahre zur Welt kam.

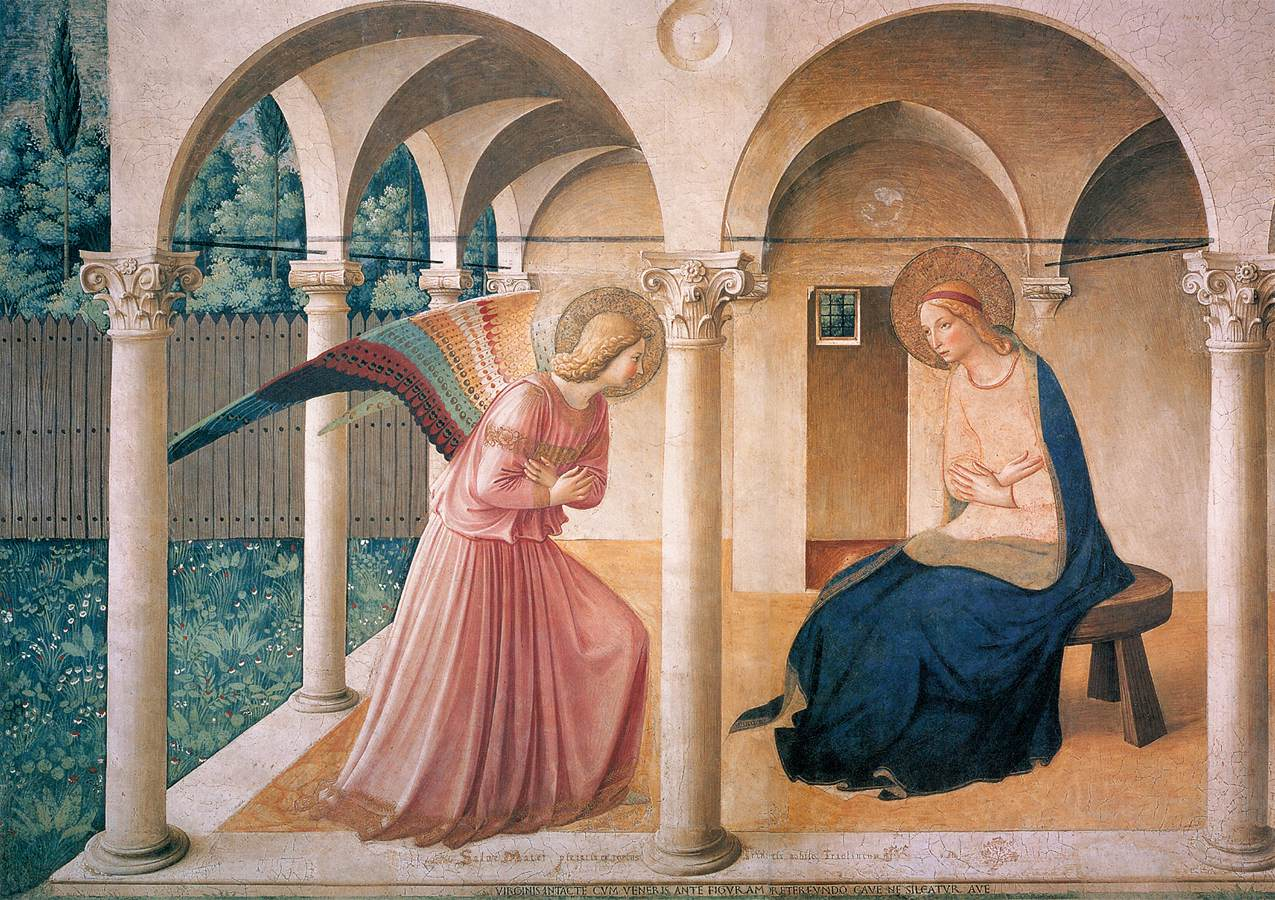
Fra Angelico: Verkündigung Mariä, Fresko im Nord-Korridor von San Marco, Florenz

Das früheste erhaltene Dokument, das ihn erwähnt, ist auf den 17. Oktober 1417 datiert, als er, noch unter dem Namen Guido di Pietro, einer religiösen Bruderschaft beitrat. Darin wird seine Tätigkeit als Maler erwähnt, was auch durch zwei Zahlbelege von Januar und Februar 1418 bezeugt wird, ausgestellt für verrichtete Arbeiten in der Kirche Santo Stefano del Ponte. Das erste Zeugnis von ihm als Ordensbruder der Dominikaner stammt von 1423, nachdem er in den Konvent San Domenico in Fiesole eingetreten war und den Namen Fra Giovanni angenommen hatte.
Er erhielt ursprünglich vermutlich eine Ausbildung als Illuminator (Buchmaler) und arbeitete wahrscheinlich mit seinem Bruder Benedetto zusammen, der ebenfalls Dominikaner war. Sein Lehrer ist unbekannt. Teilweise wird eine Ausbildung bei Starnina und Beeinflussung durch die Arbeiten Masolinos und Masaccios angenommen. Bestimmte Gemälde Fra Angelicos gehen auf Lorenzo Monaco zurück. Prägend für ihn war die Formensprache der gotischen Sieneser Schule. Seine Aufgaben in den Konventen, in denen er lebte, schränkten sein künstlerisches Schaffen nicht ein.
Vasari zufolge waren die ersten Werke des Künstlers ein Altarretabel und ein bemalter Lettner für die Kirche der Kartause San Lorenzo di Galluzzo in Florenz. Erhalten sind davon die Überreste eines Triptychons mit einer thronenden Madonna mit Kind.

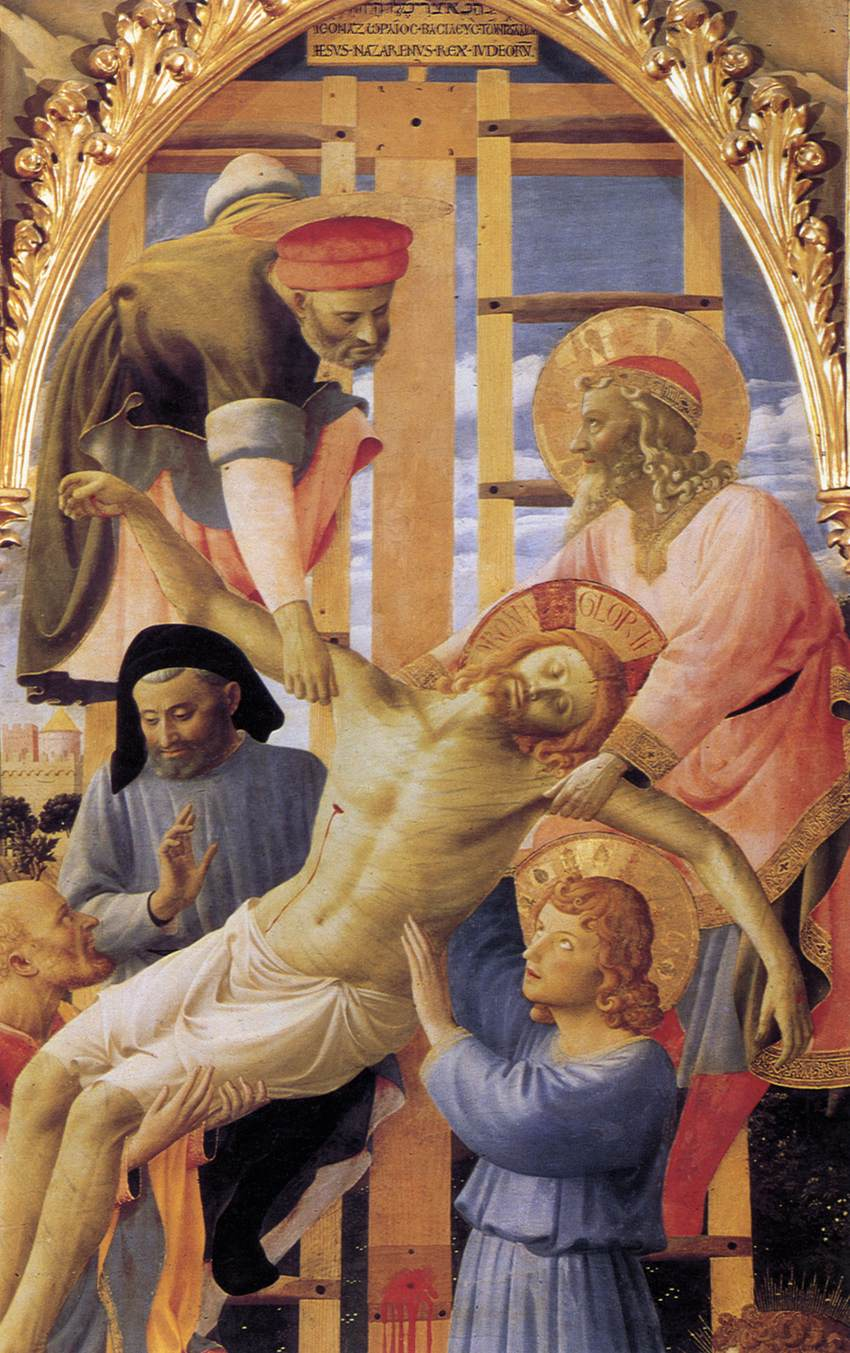
Detail aus der Kreuzabnahme, Museo di San Marco, Florenz

Für seinen Konvent San Domenico in Fiesole malte er verschiedene Fresken, sowie die berühmte Marienkrönung (heute im Louvre (Paris)) und die Verkündigung (Prado (Madrid)). Den Hochaltar der Klosterkirche schmückte er mit einem Triptychon, das einige Jahrzehnte später von Lorenzo di Credi umgestaltet wurde.
Bald erhielt Fra Angelico bedeutende Aufträge aus Florenz und aus anderen Gegenden Italiens. Sein wahrscheinlich kurz nach 1434 für das ehemalige Kloster San Vincenzo d’Annalena entstandener Annalena-Altar mit der thronenden Gottesmutter und sechs Heiligen gilt als erste bekannte rechteckige Altartafel der Renaissance im Sinne einer Sacra Conversazione. Dieser Altar hatte auch einen großen Einfluss auf seine bedeutende Pala von San Marco (1439–1442), die inzwischen durch eine ungeschickte Restaurierung in Mitleidenschaft gezogen wurde.
Auch für den Dominikanerkonvent zu Cortona, wo er sich nachweislich im Jahr 1438 aufhielt, schuf er mehrere Werke, darunter ein Triptychon einer Madonna mit Heiligen und eine Verkündigung Mariä (beide im Museo Diocesano, Cortona), sowie Fresken in der Klosterkirche, von denen nur noch eines erhalten ist.
Der Konvent San Marco, in Florenz, in dem Fra Angelico nach 1436 längere Zeit lebte, besitzt mehrere Manuskripte, von denen man annimmt, dass sie ganz oder teilweise von seiner Hand illuminiert wurden. Im Auftrage von Cosimo de’ Medici malte er ab 1439 die Klosterzellen und Kreuzgänge von San Marco mit Bildern aus, die der Andacht und inneren Einkehr der Mönche dienen sollten. Dabei gingen ihm verschiedene Mitarbeiter und Schüler zur Hand, deren bedeutendster Benozzo Gozzoli ist. Der Konvent ist heute größtenteils ein Museum, in dem sich auch viele andere Werke von Fra Angelico befinden.

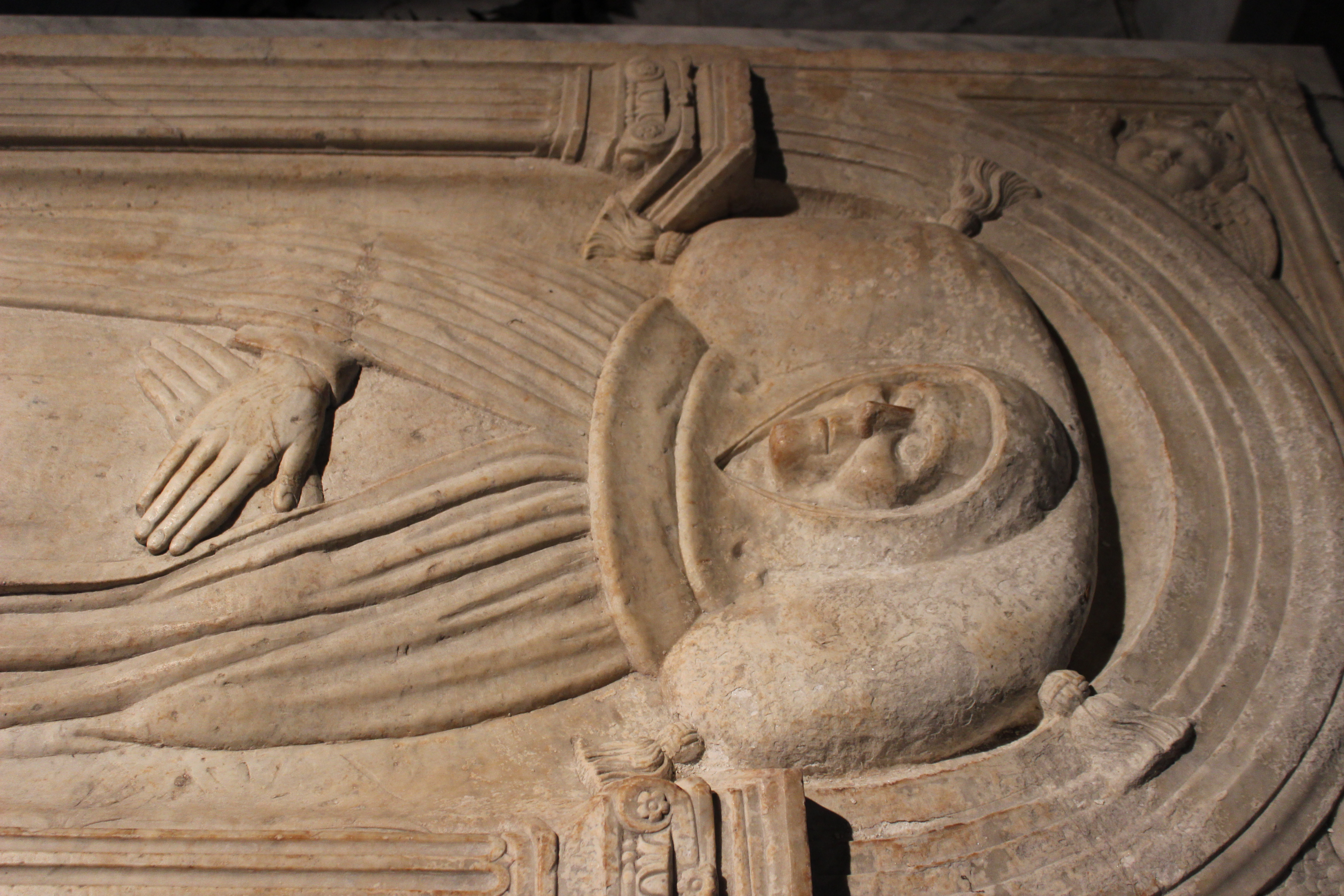
Grab Fra Angelicos (Detail) in Santa Maria sopra Minerva, Rom

Im Jahr 1445 wirkte er in Rom für Papst Eugen IV. in der Kapelle des Santissimo Sacramento und begann 1447 mit Fresken im Dom von Orvieto, die er jedoch unvollendet zurückließ, um für den neuen Papst Nikolaus V. in Rom bis 1449 die Fresken in der Cappella Niccolina zu malen, unter Mithilfe von Benozzo Gozzoli.
Von 1450 bis 1452 war er Prior des Klosters in Fiesole. 1452 kehrte er zurück nach Rom, wo er am 18. Februar 1455 starb. Sein Grab befindet sich in der Kirche Santa Maria sopra Minerva in Rom.

## Würdigung

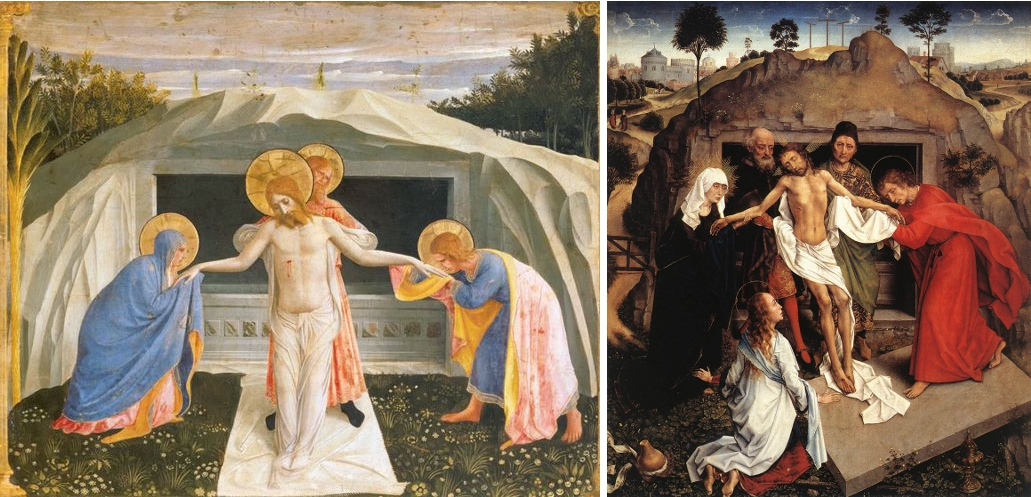
Vergleich von Fra Angelicos Beweinung vor dem Grab (1438–42, Tempera, 38 × 46 cm; links) mit derjenigen des Rogier van der Weyden (ca. 1450, Öl, 110 × 96 cm). Man beachte, dass Angelicos Tafel im Original viel kleiner ist.

Die Arbeiten dieses wichtigen Malers der Frührenaissance beeindruckten schon seine Zeitgenossen durch seine tief erlebte, innige Frömmigkeit und seine „unmittelbar mystisch inspiriert[en]“ Werke. Daneben wurde lange die künstlerische und historische Bedeutung seiner Malerei unterschätzt. Er verband mystisch-gotische Züge und Eleganz mit den neuen Entwicklungen der Renaissance, die er besonders von Künstlern wie Masaccio und Masolino aufnahm. Typisch für Fra Angelico ist die klassische Einfachheit der Bildstruktur und vor allem in den reifen Werken eine weiche, aber leuchtende Farbgebung.
Er selber war ein Neuerer mit der Einführung rechteckiger Altartafeln (anstelle von Polyptychen), wie u. a. die in mehreren Varianten von ihm selbst wiederholte Verkündigung für San Domenico in Fiesole (Prado, Madrid) und der Annalena-Altar mit seiner Sacra Conversazione.
Fra Angelico gehörte auch zu den ersten, die Figuren in Rückenansicht darstellten, wie u. a. in der Marienkrönung des Louvre. Auch seine Gestaltung der leider nicht gut erhaltenen Pala von San Marco mit einem Einblick in einen baumbestandenen Garten im Hintergrund wurde beispielhaft für die Kunst der Renaissance.
Als Höhepunkt seines Werkes gelten neben den genannten Werken und dem Jüngsten Gericht für Santa Maria degli Angeli (heute in San Marco) Fra Angelicos Fresken des Klosters von San Marco in ihrer extremen Einfachheit und mystischen Intimität.
Fra Angelicos Einfluss reichte sogar über die Grenzen Italiens hinaus: Die Bilderfindung des zentralen Predellenbildes Beweinung Christi vor dem Grab seiner Pala von San Marco (1439–42) beeindruckte Rogier van der Weyden bei seinem Italienaufenthalt (1450) so sehr, dass dieser eine ähnliche Komposition, aber im niederländischen Stil und in Öl, schuf (heute in den Uffizien, Florenz). Auch van der Weydens sogenannte Madonna de’ Medici (ca. 1450–55) verdankt ihren für die niederländische Malerei völlig ungewöhnlichen Bildaufbau im Stile einer Sacra Conversazione wahrscheinlich dem Vorbild Beato Angelicos.

## Galerie

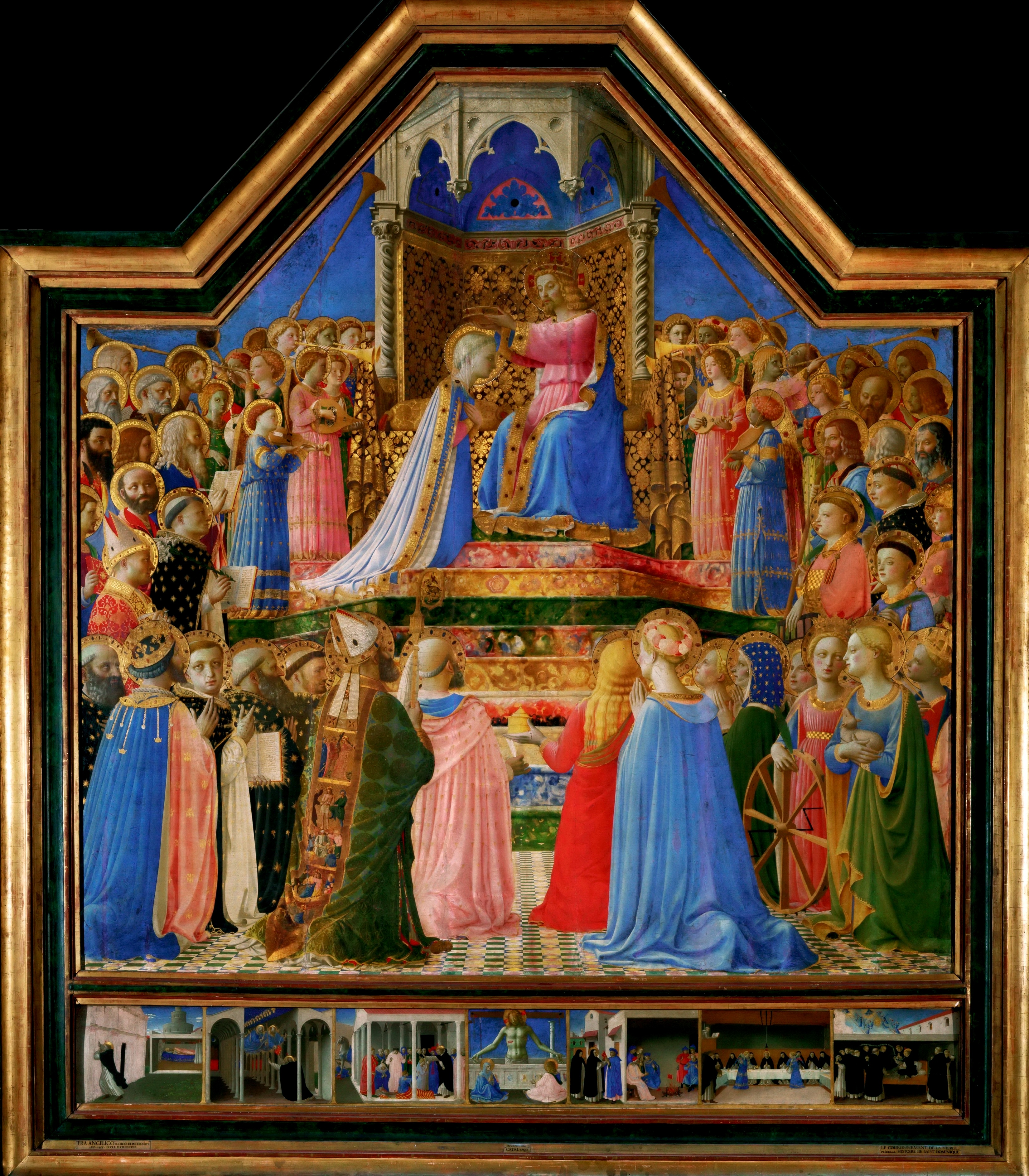
Marienkrönung, 213 × 211 cm, 1430–31, Louvre, Paris
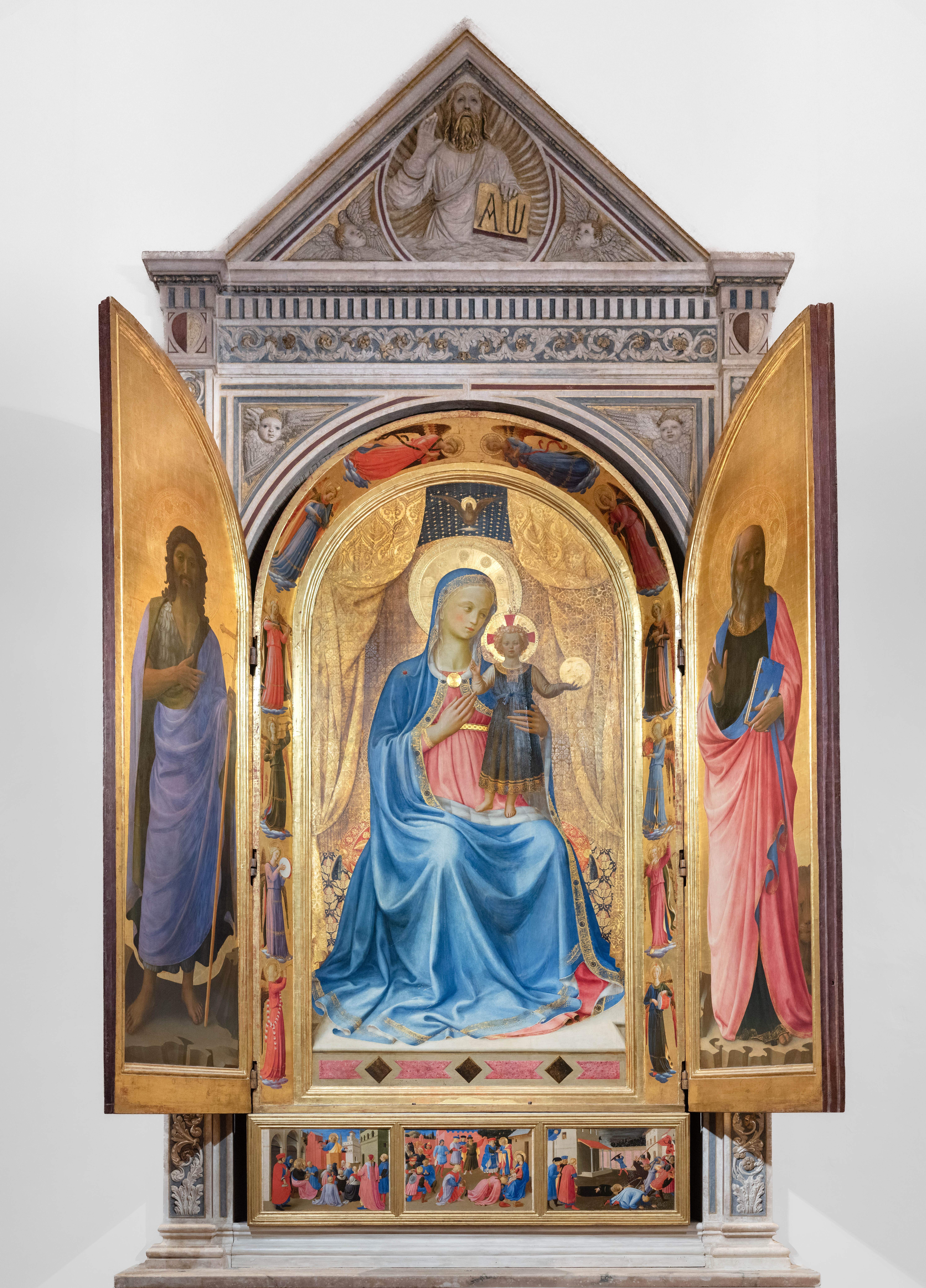
Linaiuoli-Tabernakel, 260 × 330 cm, nach 1433, Museo di San Marco, Florenz
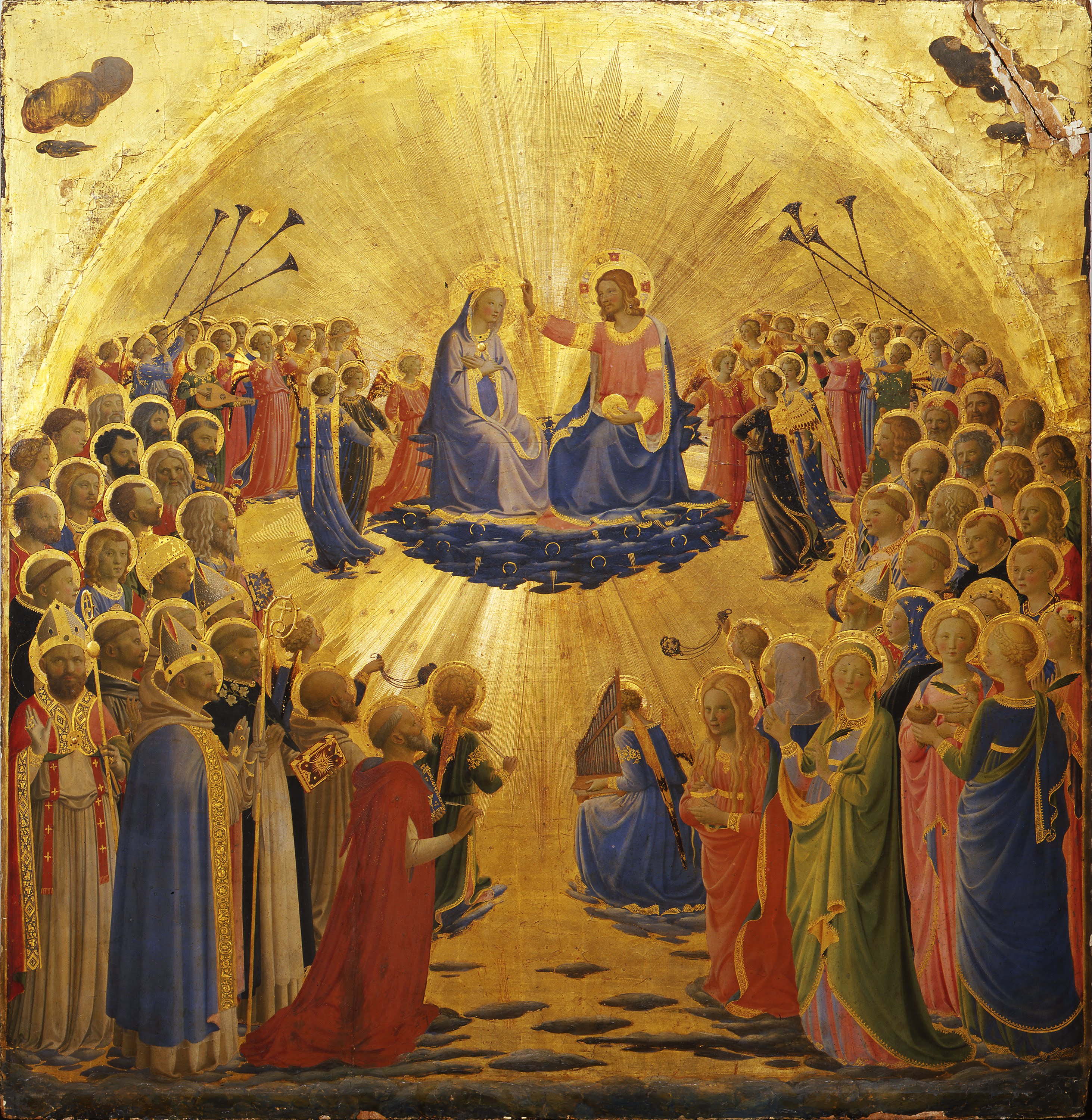
Fra Angelico, Marienkrönung, 117 × 115 cm, 1434–35, Uffizien, Florenz
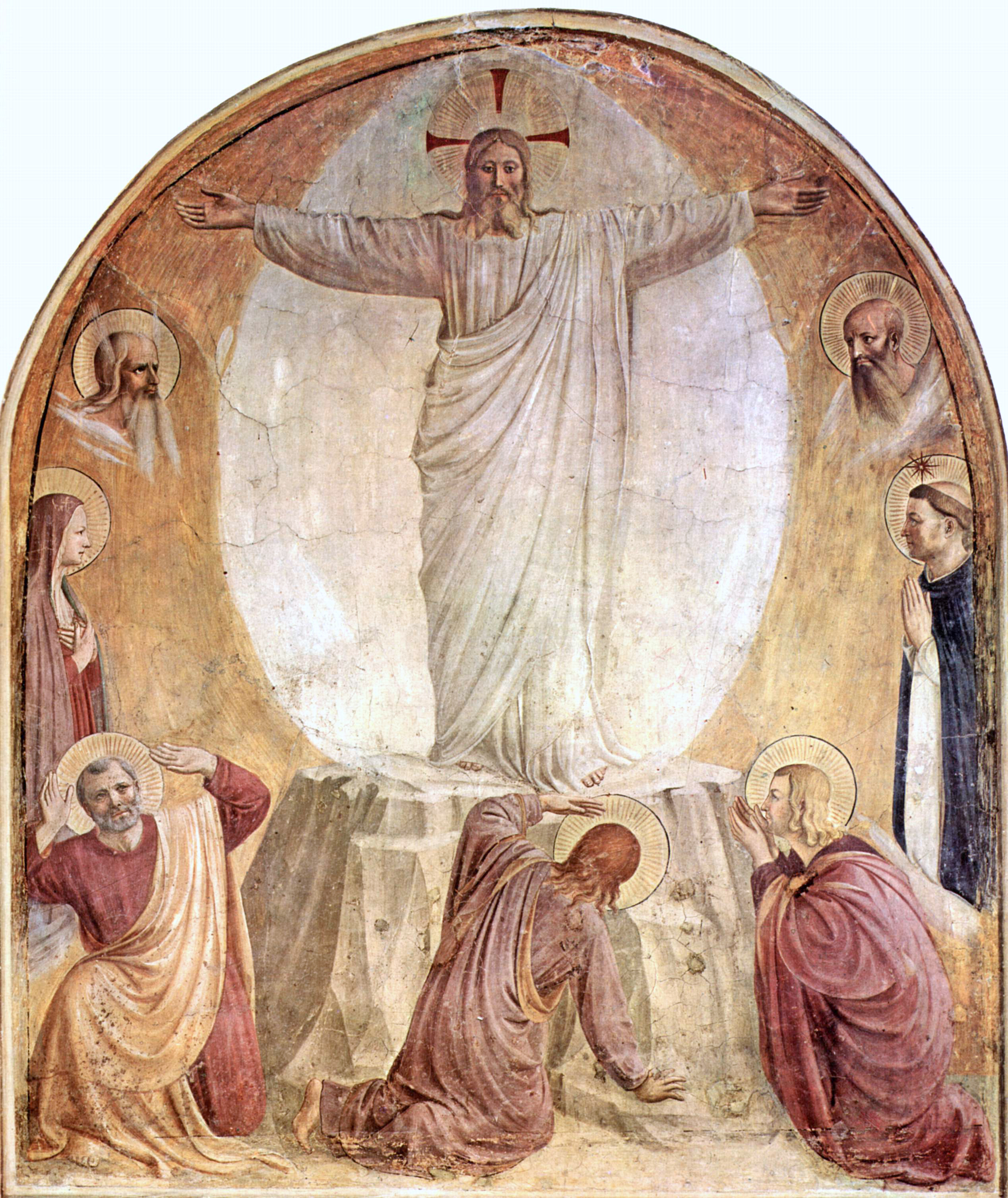
Transfiguration, 181 × 152 cm, um 1441, Fresko in einer Zelle des Konvents von San Marco, Florenz
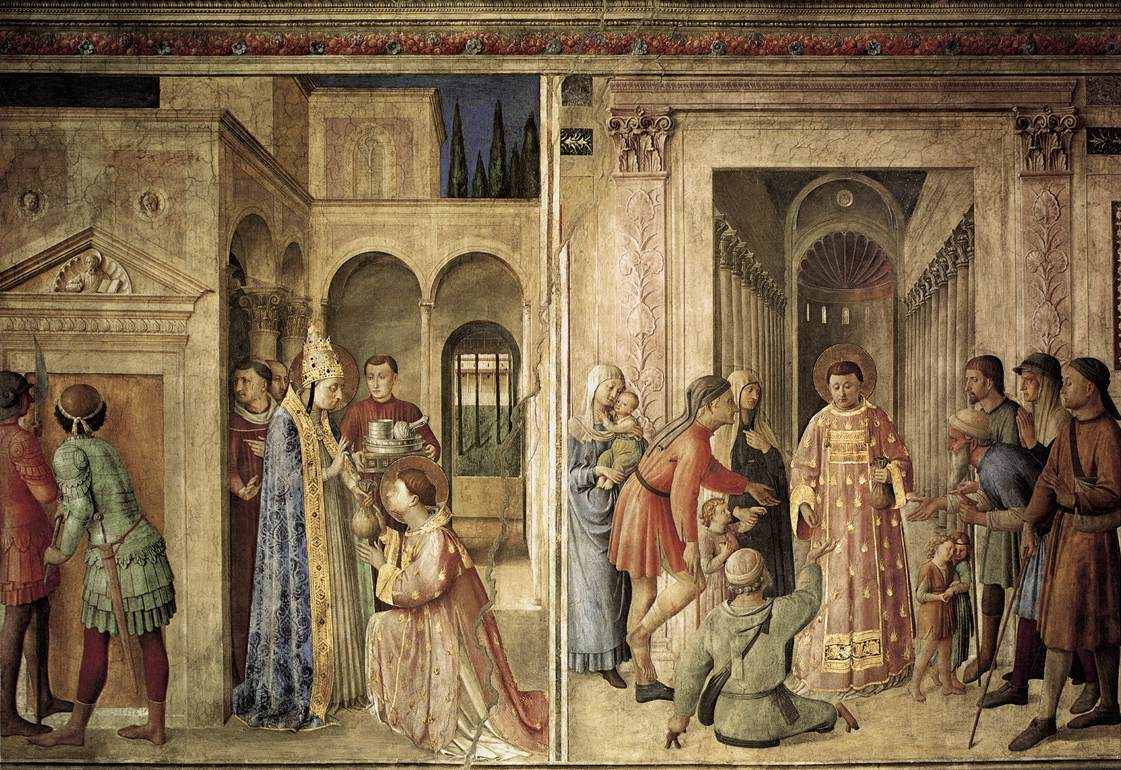
Leben des Hl. Lorenz (Detail), 1447–49, Fresko in der Cappella Nicolina, Vatikan, Rom
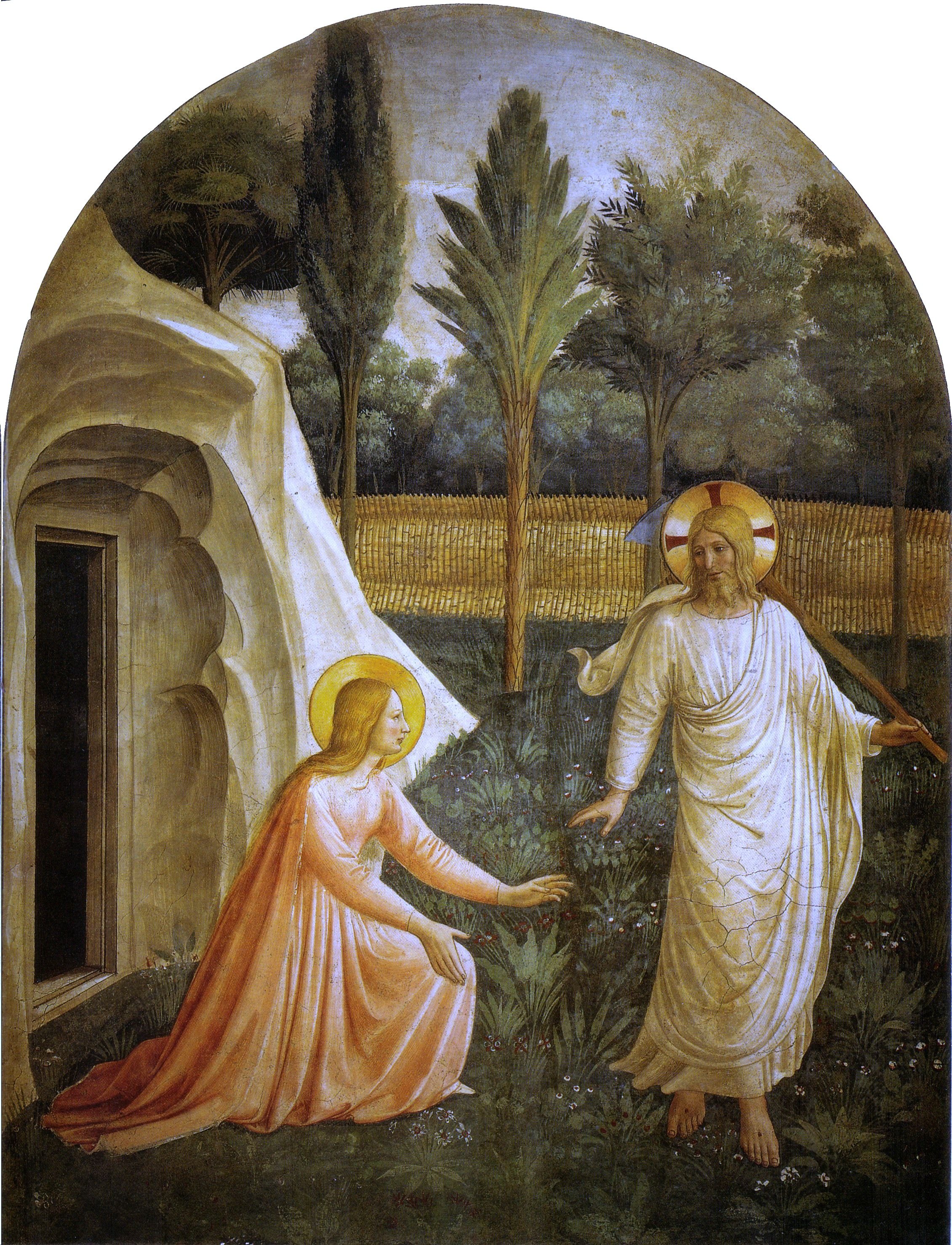
Noli me tangere, 177 × 139 cm, um 1438 oder 1450 (?), Fresko in einer Zelle des Konvents von San Marco, Florenz
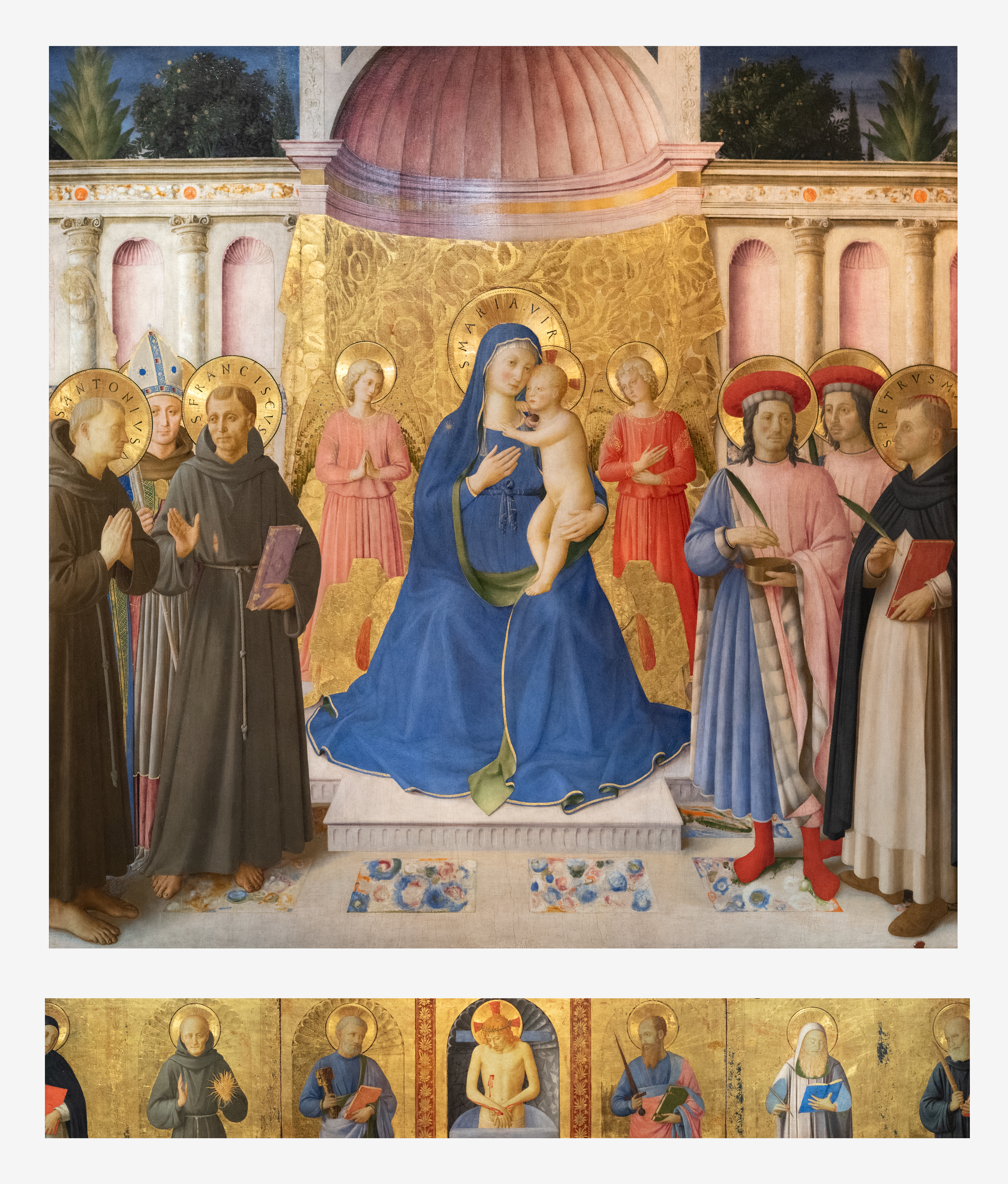
Pala von Bosco ai Frati, 174 × 174 cm, um 1450, Museo di San Marco, Florenz
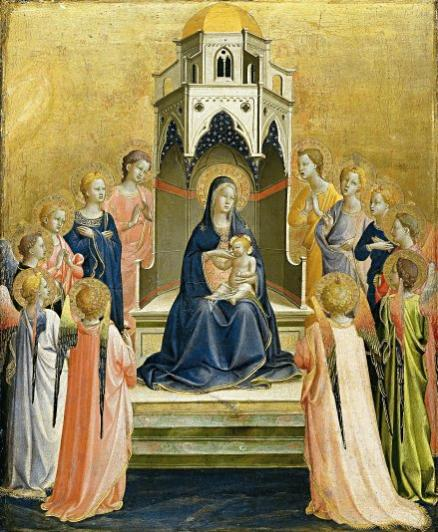
Thronende Madonna mit Kind und zwölf Engeln, um 1420–1430, Städel Museum, Frankfurt
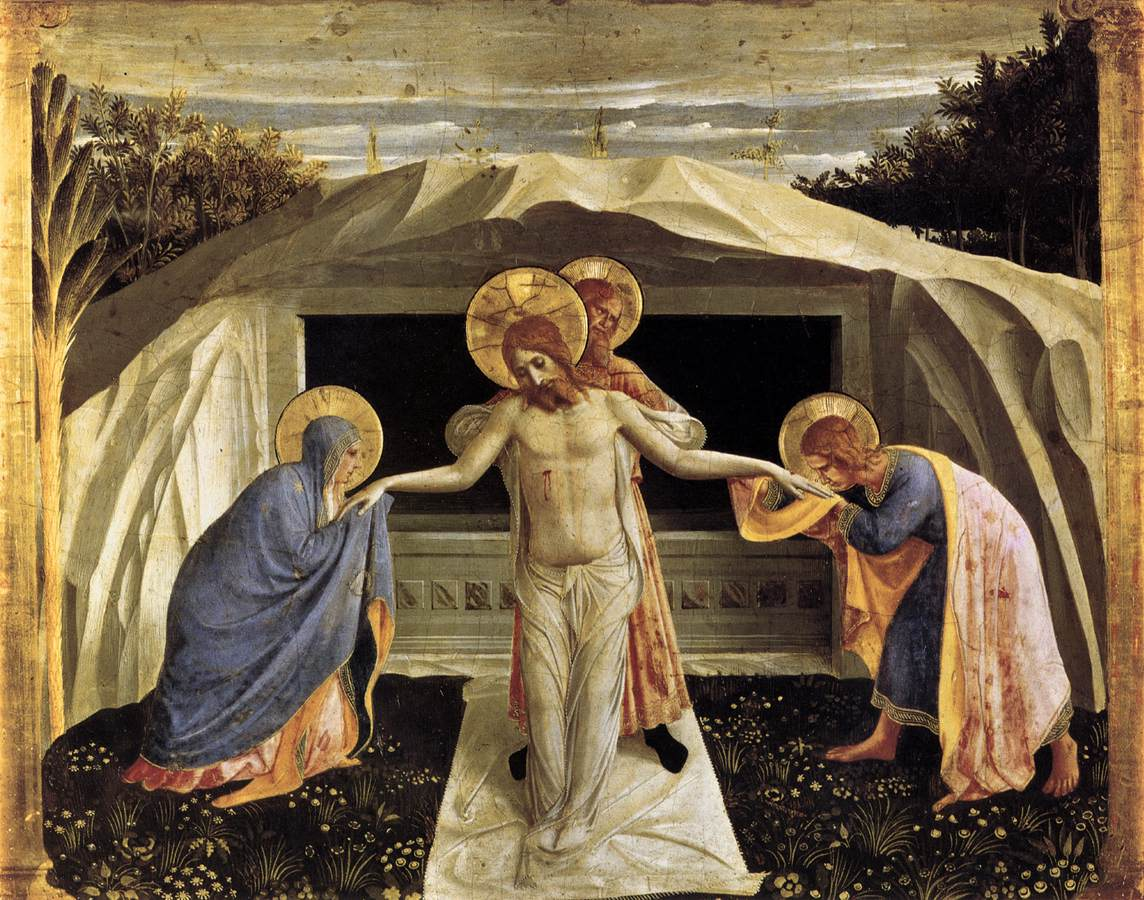
Grablegung Christi, 1438–40, Alte Pinakothek, München

## Werke

### Altäre (Tempera)

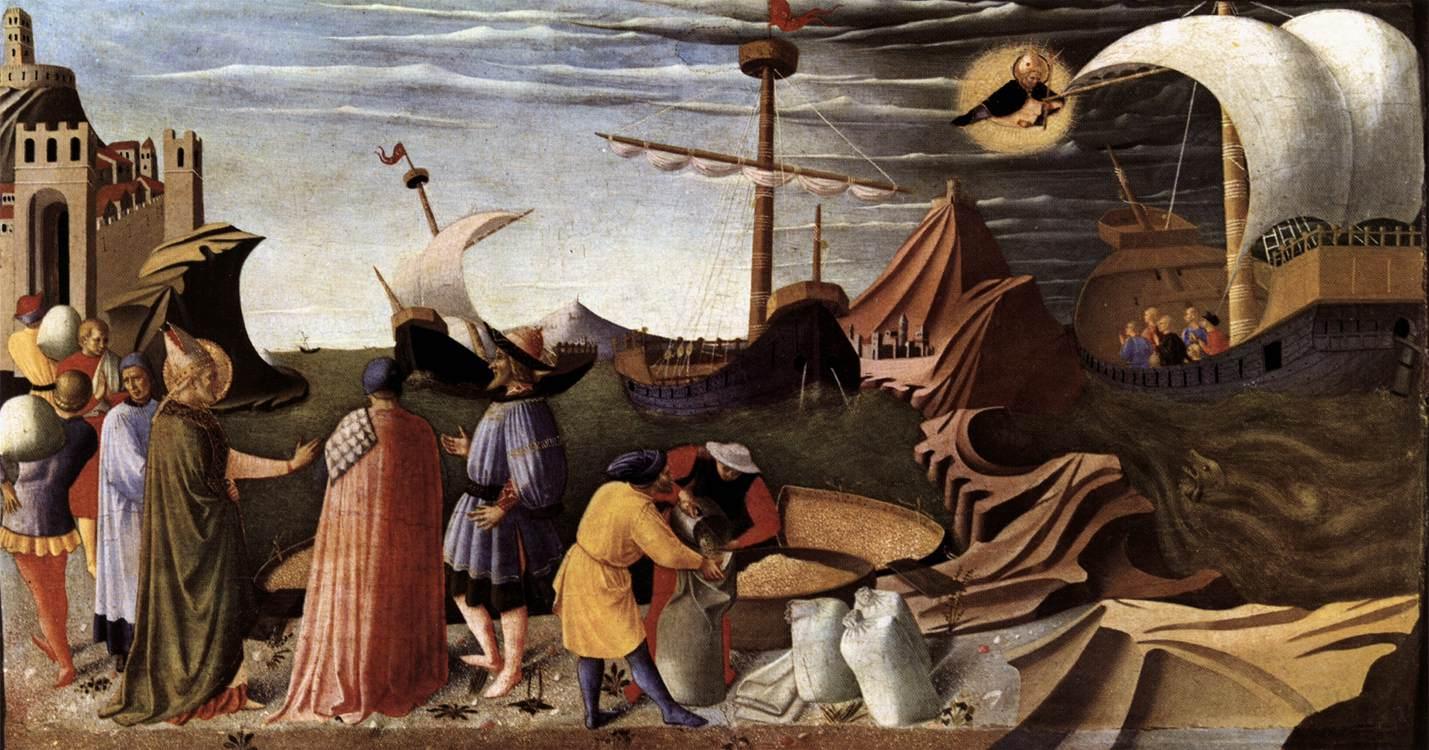
Leben des Hl. Nikolaus (Detail), 1447–48, Predellenbild vom Polyptychon in Perugia

- 1428–1429: Triptychon von San Pietro Martire, Museo di S. Marco, Florenz
- 1420–1430: Thronende Madonna mit Kind und zwölf Engeln, Städel Museum, Frankfurt[27]
- 1420–1423: Kreuzigung, Metropolitan Museum of Art, New York[28]
- 1424–1430: Madonna mit Engeln und Heiligen (ehem. Triptychon, verändert durch Lorenzo di Credi), Hochaltarbild in S. Domenico in Fiesole, National Gallery, London
- 1428–1430: Triptychon der Certosa di Galluzo, Museo di S. Marco, Florenz
- 1430er Jahre (?): Kreuzabnahme (Pala Strozzi), Altar der Cappella Strozzi in Santa Trinita, Museo di S. Marco, Florenz (Giebel von Lorenzo Monaco)
- 1430–1432: Verkündigung an Maria, Prado, Madrid
- etwa 1432 (?): Tod und Himmelfahrt Mariens (Reliquienschrein), Isabella Stewart Gardner Museum, Boston
- nach 1433: Linaiuoli-Tabernakel (Altar der Leineweber), Museo di S. Marco, Florenz (gemeinsam mit Lorenzo Ghiberti)
- nach 1433: Madonna mit Kind, Galleria Sabauda, Turin
- 1432–34: Verkündigung, Museo Diocesano, Cortona
- 1434: Madonna della Stella (Reliquienschrein), Museo di S. Marco, Florenz
- 14xx: Das jüngste Gericht, Gemäldegalerie, Berlin
- 1432–1435: Das jüngste Gericht, Museo di S. Marco, Florenz
- 1434–1435: Marienkrönung, Uffizien, Florenz
- 1435 (?): Verkündigung, Gemäldegalerie Alte Meister, Dresden
- 14xx: Marienkrönung, Louvre, Paris
- 1437: Madonna mit Kind, Engeln und Heiligen (Triptychon von Perugia), Galleria Nazionale dell’Umbria, Perugia
- um 1437: Madonna mit Engeln und den hl. Domenikus und Katharina, Vatikanische Museen, Rom
- 1437–1440: Pala von Annalena (Annalena-Altar), Museo di S. Marco, Florenz
- 1436–1441: Beweinung unter dem Kreuz, Museo di S. Marco, Florenz
- 1439–1442: Pala von San Marco, Museo di S. Marco, Florenz
  - 1438–1440: Die hll. Cosmas und Damian vor dem Prokonsul Lysias (Predellenbild der Pala von San Marco), Alte Pinakothek, München
- um 1450: Pala von Bosco ai Frati, Museo di S. Marco, Florenz
- um 1450: Armadio degli Argenti, Museo di S. Marco, Florenz

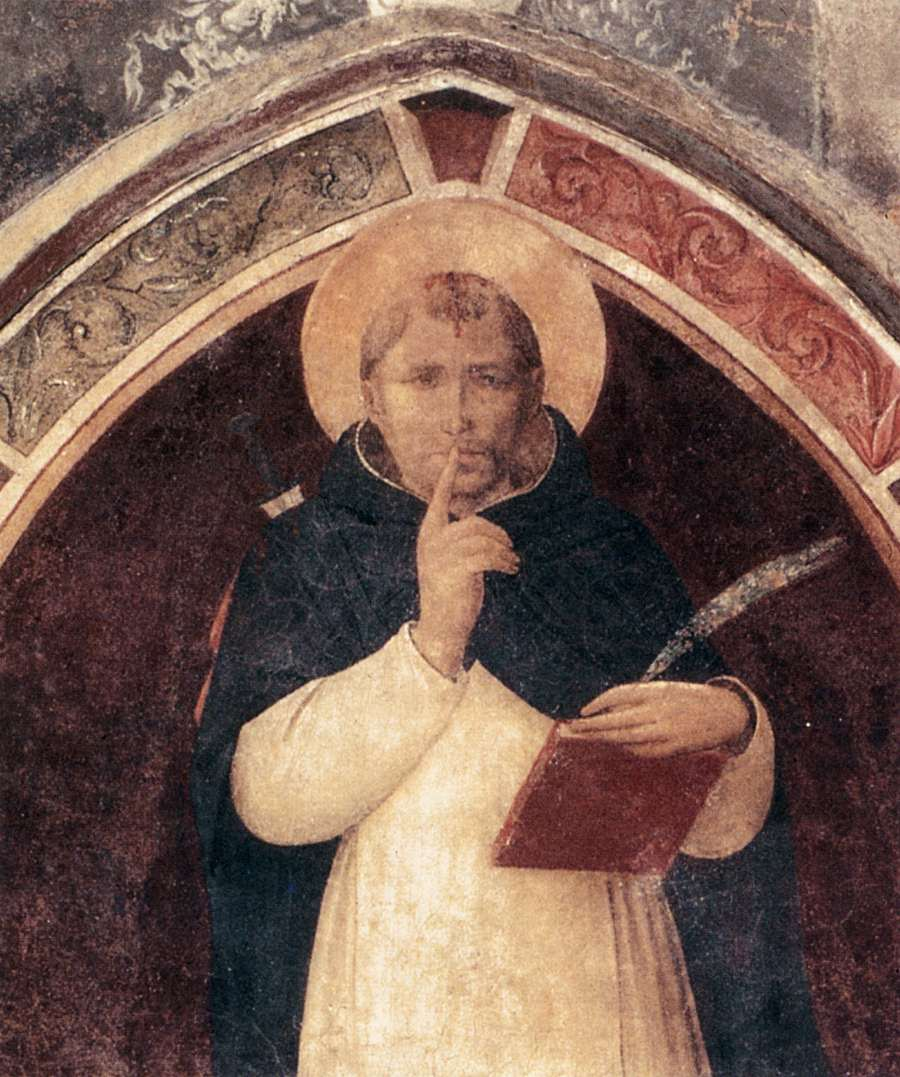
Petrus Martyr ermahnt zum Schweigen, um 1441, Fresko in San Marco, Florenz

### Fresken
- 1438 – um 1450: Freskendekoration im Kloster San Marco, Florenz (teilweise gemeinsam mit Benozzo Gozzoli und anderen Mitarbeitern), darunter:
  - Kreuzigung im Kapitelsaal
  - Verkündigung (zwei Versionen: um 1441 und um 1450)
  - Anbetung der hl. drei Könige (mit Gozzoli ?)
  - Noli me tangere (auch: Christus als Gärtner)
  - Verklärung Christi
  - Madonna delle ombre („Madonna der Schatten“)
- 1447–1449: Leben der Hl. Stephanus und Lorenz, Dekoration der Cappella Niccolina, Vatikan, Rom